# Atizyes
Atizyes († 333 v. Chr.) war ein persischer Statthalter im 4. vorchristlichen Jahrhundert.
Atizyes amtierte unter den Achämeniden im Jahr 334 v. Chr. als Satrap von Phrygien (heute Anatolien), als Alexander der Große seinen Asienfeldzug begann. Er gehörte nicht der Satrapenkoalition an, die sich gegen die Invasion gebildet hatte, und nahm wohl auch nicht an der Schlacht am Granikos teil. Er verstärkte die Garnison in seiner Hauptstadt Kelainai mit 1.000 karischen und 100 griechischen Söldnern und zog selber nach Syrien, um sich dort dem Heer des Großkönigs Dareios III. anzuschließen. Atizyes fiel 333 v. Chr. in der Schlacht bei Issos beim Versuch, gemeinsam mit Sabakes und anderen vornehmen Persern den Großkönig Dareios III. zu decken, als sich Alexander der Große im Verlauf der Schlacht mit seinen Reitern bis zum persischen Königswagen durchgekämpft hatte.
Phrygien fiel an Alexander, der dort den General Antigonos Monophthalmos zu seinem Satrap ernannte.